# Baukje Jongsma
Baukje Jongsma (Leeuwarden, 8 december 1926 – 20 augustus 2013) was een Nederlandse atlete, die zich had toegelegd op de sprint.

## Loopbaan
Jongsma werd vlak na de oorlog lid van de atletiekvereniging Vitesse in Leeuwarden. Op 31 juli 1949 werd ze met een team van haar vereniging kampioen op de 4 x 100 m estafette in 51,1 s. De Leeuwarder Courant noemde het één der mooiste hoofdstukken in de Friese Atletiekgeschiedenis. Het team bestond naast Jongsma uit Imi Miedema, Foekje Dillema en Nellie de Jager. In de finale werd onder andere Sagitta, het team van Fanny Blankers-Koen, verslagen. Op de 4 x 200 m verloor Vitesse nipt van Sagitta.
Datzelfde jaar verbeterde Vitesse op het gras van de ijsbaan in Leeuwarden het nationale record op de 4 x 200 m in 1.48,3. Nellie de Jager was vervangen door Corry Hospes.
In november 1949 trad ze in het huwelijk, kort daarna raakte ze in verwachting van haar eerste dochter en beëindigde ze op dat moment haar sportloopbaan.
Op 20 augustus 2013 overleed Jongsma op 86-jarige leeftijd.